# Krisztina Czakó

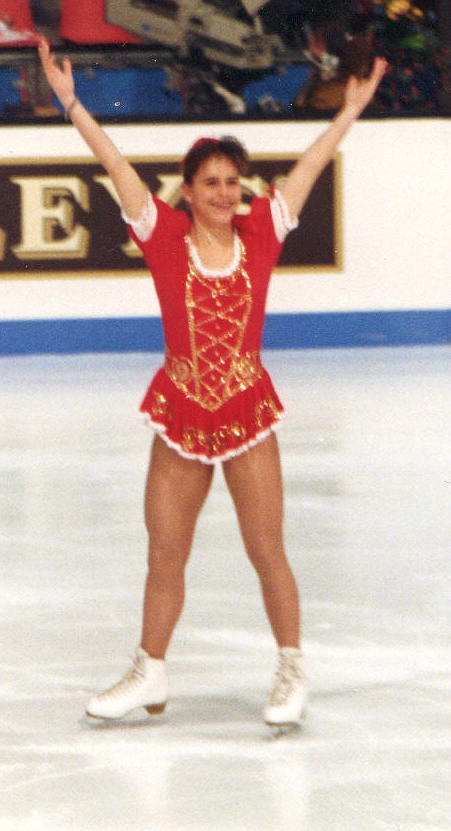

Krisztina Czakó [ˈkristinɒ ˈʦɒkoː] (* 17. Dezember 1978 in Budapest, Ungarn) ist eine ehemalige ungarische Eiskunstläuferin. Czakós Mutter Klára war Eisschnellläuferin, während ihr Vater und Trainer György Czakó selbst Eiskunstläufer und ehemaliger ungarischer Meister war. György Czakó begann Krisztina Czakó zu trainieren, bevor sie ein Jahr alt wurde. Er fertigte selbst die Schlittschuhe für seine Tochter, da es in dieser kleinen Größe keine gab.
Kristina Czakó war die jüngste Teilnehmerin bei den Olympischen Winterspielen 1992 mit damals 13 Jahren und 2 Monaten. 1994 and 1995 nahm sie an Juniorenweltmeisterschaften teil und wurde Zweite bzw. Dritte. An ihren dritten Olympischen Winterspielen konnte sie wegen einer Verletzung nicht teilnehmen.
Kristina Czakó galt als besonders athletische Läuferin. So lag sie nach dem Kurzprogramm oft auf guten Rängen, die sie nach der Kür nicht halten konnte. Erst spät während ihrer Amateurkarriere versuchte sie, dem künstlerischen Ausdruck besondere Beachtung zu schenken. Dies zahlte sich 1997 aus. Sie lief nach der Musik The Addams Family ihr populärstes Programm und wurde Vizeeuropameisterin. Diese Silbermedaille war die erste für Ungarn bei Eiskunstlauf-Europameisterschaften der Damen seit 1971.
Nach dem Ende ihrer Eiskunstlaufkarriere arbeitete sie als Vorschullehrerin in Budapest.

## Erfolge/Ergebnisse
| Wettbewerb/Wintersaison     | 91–92 | 92–93 | 93–94 | 94–95 | 95–96 | 96–97 | 97–98    |
| --------------------------- | ----- | ----- | ----- | ----- | ----- | ----- | -------- |
| Olympische Winterspiele     | 23.   | –     | 11.   | –     | –     | –     | verletzt |
| Weltmeisterschaften         | 17.   | 15.   | 12.   | 23.   | 11.   | 7.    | –        |
| Europameisterschaften       | –     | 6.    | 6.    | 8.    | 6.    | 2.    | 5.       |
| Juniorenweltmeisterschaften | –     | –     | 2.    | 3.    | –     | –     | –        |
| Ungarische Meisterschaften  | 1.    | 1.    | 1.    | 1.    | 1.    | 1.    | 1.       |

WD = zurückgezogen